# Music Logic
Music Logic je hra pro počítače Sinclair ZX Spectrum a kompatibilní (například Didaktik). Jedná se o hru českého původu, autorem je Tomáš Vilím, který ji napsal pod přezdívkou Universum v roce 1990. Vydavatelem hry byla společnost Proxima - Software v. o. s., hra byla vydána v roce 1991 jako součást souboru her Expedice.
Hra je počítačovou verzí stolní hry Logik.